# زیارتعلی
زیارتعلی، شهری در بخش رودخانه شهرستان رودان در استان هرمزگان ایران است. این شهر، مرکز بخش رودخانه است.

## جمعیت
بر پایه سرشماری عمومی نفوس و مسکن در سال ۱۳۹۵، جمعیت شهر زیارتعلی برابر با ۲٬۶۷۹ نفر (۷۱۳ خانوار) بوده‌است.